# Burugu Hinden
Burugu Hinden (ひんでん ブルグ, Hinden Burugu) est un mangaka japonais spécialisé dans le hentai. Il s'exprime en particulier dans le genre shotacon.

## Œuvres
- Hadaka no shônen - 裸の少年 (15/08/2001)(shotacon)
- Kawaî akuma - かわいい悪魔 (25/07/1998)
- Onnakyôsi no nikubenki - 女教師の肉便器 (15/3/1999)
- Kyôdai no niku lynch - 兄妹の肉私刑 (15/09/1999)
- Haha musume nikuyoku kyôiku - 母娘肉欲教育 (15/05/2000)
- Kyôdai nikuyoku sôkan - 兄妹肉欲相姦 (25/01/2001)
- Mesuhaha - 牝母 (25/05/2001)
- Kinjirareta asobi - 禁じられた遊び (15/12/2001)
- Kyôdai ai - 兄妹愛 (05/09/2002)
- Natsu no omoide - 夏のおもいで (25/04/2003)
- Kairaku dorei - 快楽奴隷 (25/01/2004)
- Shôjotachi no H nikki - 少女たちのH日記 (15/10/2004)
- Oshioki no jikan - おしおきの時間 (25/07/2005)
- Ninshin nyûmon- 妊娠入門 (05/04/2006)
- Tadaima ninsinchû - ただ今妊娠中! (25/4/2007)
- Jusêsichau - 受精しちゃう! (25/2/2008)
- SEX AND THE SISTER (21/10/2008)